# Eucereon striata
Eucereon striata là một loài bướm đêm thuộc phân họ Arctiinae, họ Erebidae.